# Kostel svatého Václava (Stochov)
Kostel svatého Václava ve Stochově je římskokatolický filiální kostel smečenské farnosti, kladenského vikariátu.

## Poloha a popis

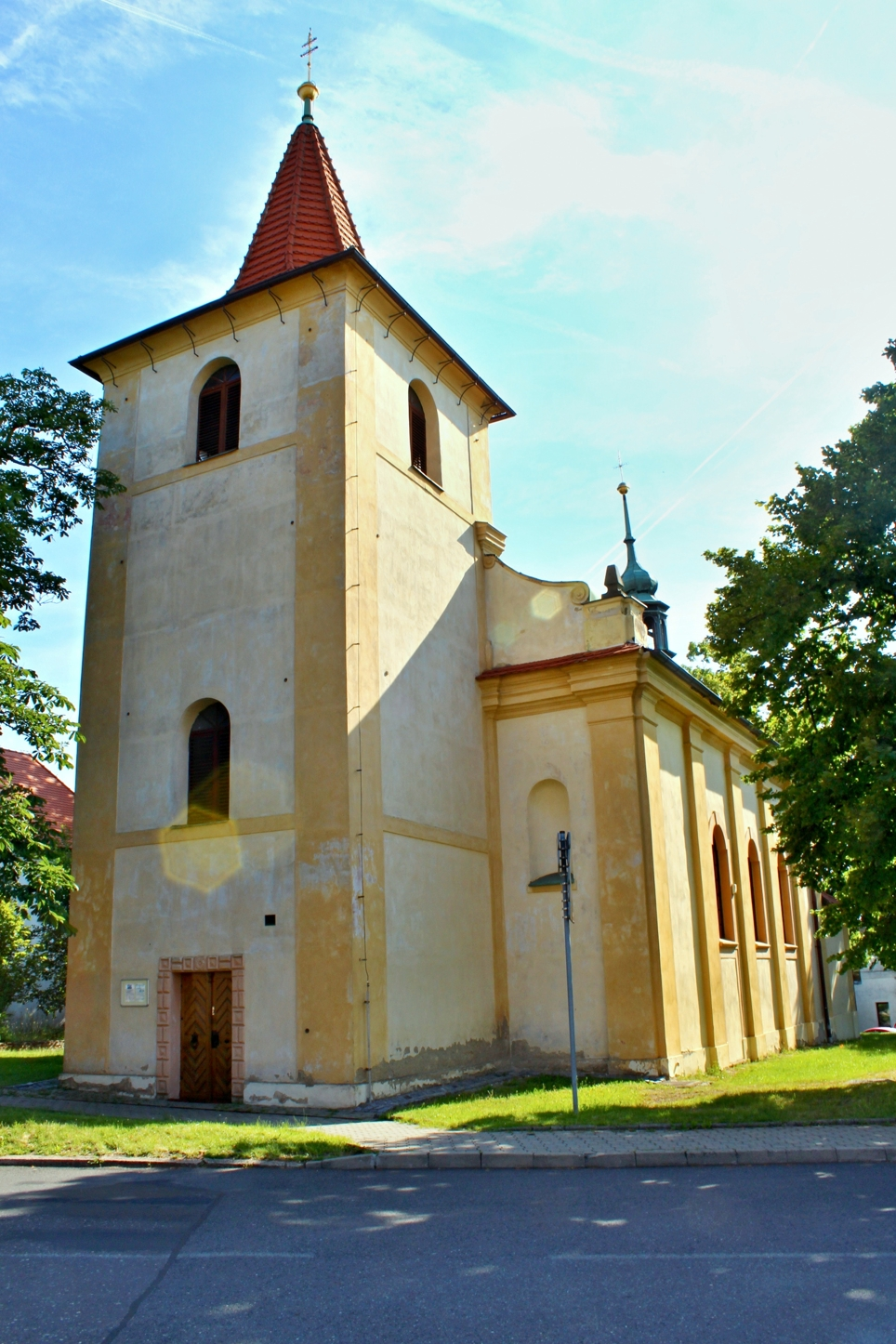
Stochovský kostel sv. Václava

Kostel se nachází v místě někdejší stochovské návsi, nedaleko prastarého Svatováclavského dubu, který zde zasadila svatá kněžna Ludmila na počest knížete Václava, který se zde měl narodit. U dubu stojí rovněž Václavova socha s praporcem.
Původní kostel byl vybudován ve 14. století v gotickém slohu. Roku 1744 byl barokně přebudován podle plánů, jejichž autorem byl zřejmě Kilián Ignác Dientzenhofer. Z této doby také pochází barokní loď. V roce 1832 přibyla na západním průčelí kostela empírová věž.
Mobiliář kostela je převážně barokní. V interiéru kostela se rovněž nachází figurální náhrobník z roku 1563. Autorem oltáře s vyobrazením sv. Václava z konce 18. století je malíř I. Chládek.

## Bohoslužby
Mše se konají o nedělích 9:30 a ve čtvrtky v letním čase v 18 hodin a v zimním období 18 hodin ve farní kapli.